# Pietro Aretino e l'inviato di Carlo V
Pietro Aretino e l'inviato di Carlo V (L'Arétin et l'Envoyé de Charles Quint) è il nome di due dipinti dell'artista francese Jean-Auguste-Dominique Ingres, realizzati rispettivamente nel 1815 e nel 1848. Si tratta di un'opera in stile troubadour che ritrae Pietro Aretino faccia a faccia con l'ambasciatore di Carlo V, che sta provando a corromperlo.
Questo dipinto testimonia il successo, nella prima metà del diciannovesimo secolo, dei dipinti aventi come soggetto degli episodi aneddotici tratti dalle vite degli artisti o degli scrittori del passato. Ingres realizzò anche un altro episodio basandosi sulla vita di questo personaggio storico, Aretino nello studio di Tintoretto, del quale esistono due versioni.

## Versione del 1815
La versione originale è un olio su tavola e misura 44 × 33 centimetri. L'opera ritrae l'Aretino in piedi mentre discute con l'inviato che si trova nella parte sinistra della tela. Temendo lo scherno dell'autore satirico dopo la disfatta della spedizione di Algeri nel 1541, l'imperatore Carlo aveva inviato un ambasciatore per donare all'Aretino una catena dorata, con l'intenzione di comprarsi il suo favore. Tenendo in mano la catena, l'Aretino dichiara che questo è un regalo da poco per una follia tanto grande. Nello sfondo, a destra, si trova un giovane. Il quadro si trova in una collezione privata, anche se un disegno preparatorio per la composizione entrò nelle collezioni del museo Ingres Bourdelle di Montauban nel 1867.

## Versione del 1848
Nel 1848 Ingres dipinse una replica del quadro che differisce dall'originale per alcuni dettagli. Invece della sua posizione risoluta in piedi nella versione originale, l'Aretino viene ritratto mentre siede languidamente su una sedia. Nello sfondo, a destra, al posto del ragazzo si trovano due donne nude che sembrano fare capolino da una tenda rossa, forse a simboleggiare la vita licenziosa dello scrittore; a sinistra si trova un autoritratto di Tiziano, un amico dell'Aretino. L'opera è dipinta su tela e le sue dimensioni sono 43 × 34 centimetri. Al museo Ingres Bourdelle si conservano vari studi preparatori per la figura di Pietro Aretino, studiandone la posa da seduto. 
Questa versione venne esposta all'esposizione universale del 1855. Ancora di proprietà della famiglia di Jean-Baptiste Marcotte-Genlis, l'opera venne anche esposta a Parigi nel 1913, e poi negli anni 1990.
Il dipinto venne acquisito nel dicembre del 2012 dal museo di belle arti di Lione per 750.000 euro, di cui 80.000 grazie a una sottoscrizione pubblica, alla quale avevano donato 1536 persone.

## Galleria d'immagini

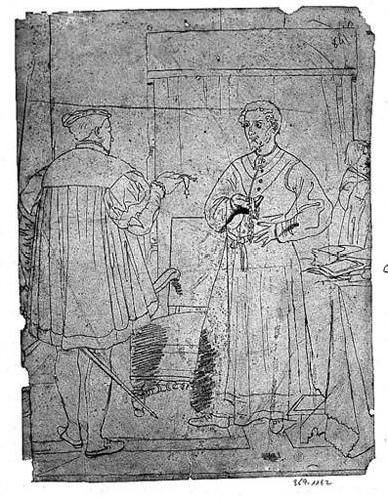
Un disegno preparatorio per la prima versione.
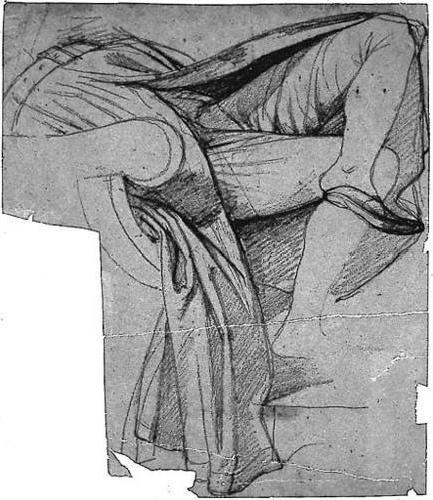
Uno studio delle gambe dell'Aretino per la seconda versione.
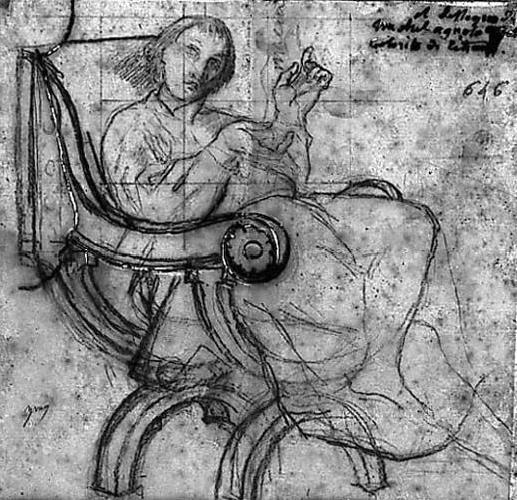
Uno studio di Pietro Aretino per la seconda versione.
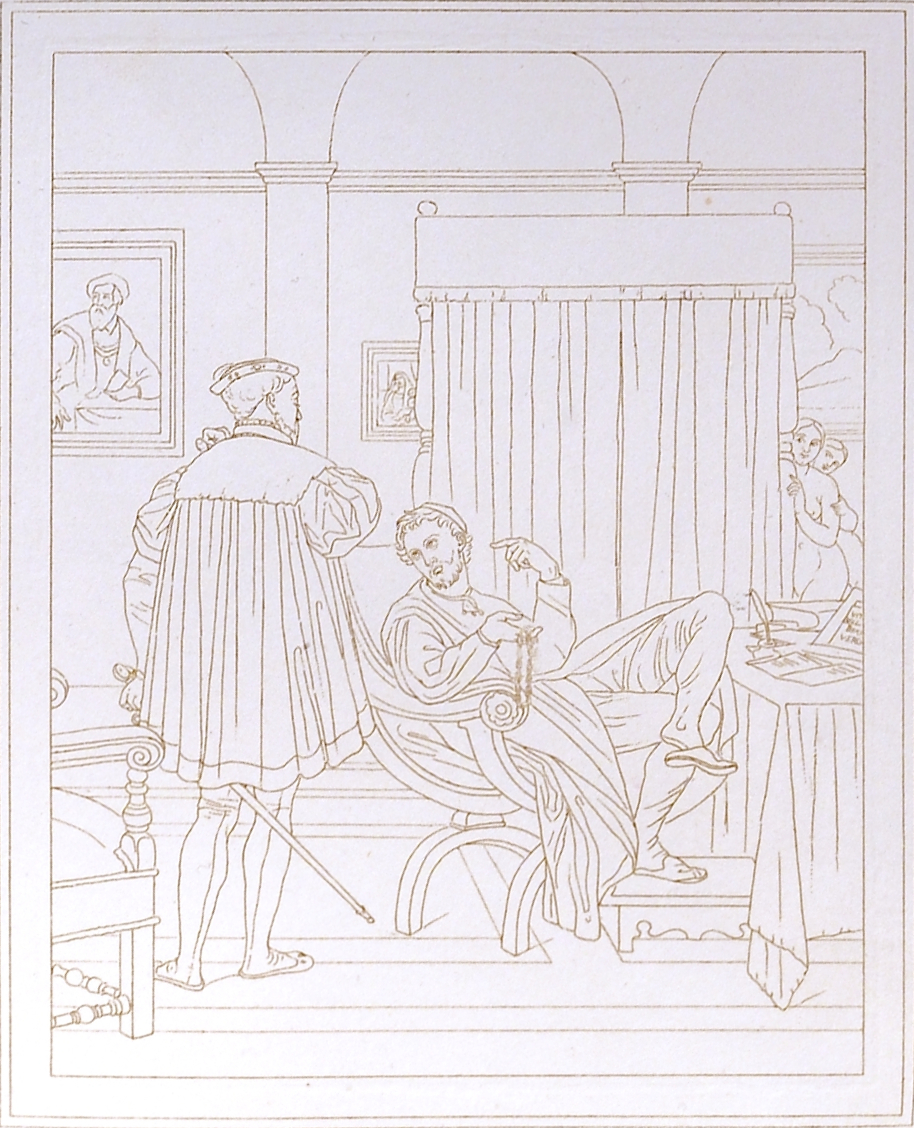
Un'incisione di Achille Réveil basata sulla seconda versione.